# Assetto variabile

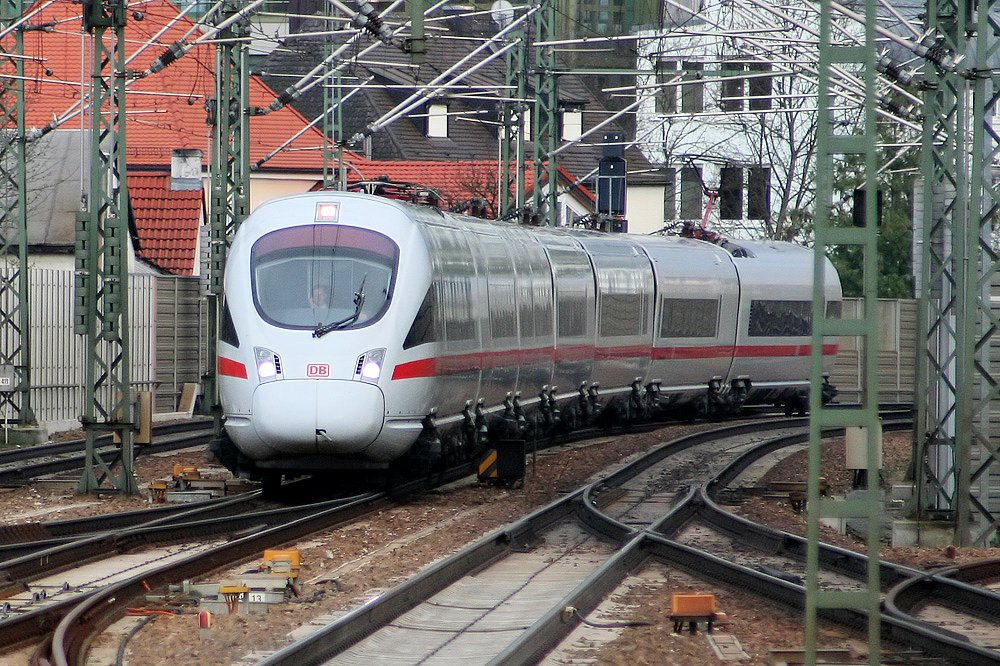
Un treno ICE tedesco ad assetto variabile. Si noti la differente inclinazione delle carrozze man mano che percorrono la curva.

Viene definita come assetto variabile la tecnologia ferroviaria che in alcuni rotabili consente l'automatica inclinazione trasversale della cassa rispetto ai carrelli durante la marcia in curva, allo scopo di consentire velocità maggiori nella percorrenza dei tracciati curvilinei.

## Principi di base
Un oggetto che si muove lungo un percorso rettilineo a velocità costante non è soggetto ad alcuna accelerazione, intendendo per quest'ultima una variazione di velocità nell'unità di tempo. La velocità è una grandezza vettoriale composta da tre parametri: direzione, verso e intensità. L'intensità è il valore scalare usato nella vita comune, ma si ha una variazione della velocità anche se si modificano gli altri due parametri.
Se l'oggetto da moto rettilineo uniforme inizia a muoversi di moto curvilineo, si ha una variazione della direzione della velocità, che tende a far seguire all'oggetto la nuova direzione. Si generano due accelerazioni tra di loro ortogonali, una disposta tangenzialmente alla curva e una ad angolo retto che punta verso il centro della curva. Sono chiamate accelerazione tangenziale e centripeta. La risultante delle loro componenti fa cambiare traiettoria all'oggetto. L'applicazione dell'accelerazione centripeta crea per reazione una forza centrifuga che spinge verso l'esterno l'oggetto. L'intensità di questa forza è direttamente proporzionale alla massa ed al quadrato della velocità e inversamente proporzionale al raggio di curvatura.
È evidente che un passeggero soggetto a questa forza tende ad essere spostato verso l'esterno della curva, quindi a subire un disagio. Per questo l'accelerazione residua ammessa in curva dalle Ferrovie dello Stato è pari a 1,6 m/s2 (metri al secondo quadro), valore assolutamente tollerabile che permette di camminare lungo il convoglio evitando di essere sbattuti verso il fianco. Allo scopo di minimizzare l'entità del disagio, la rotaia esterna in curva viene sopraelevata rispetto a quella interna, creando un piano inclinato verso l'interno della curva. Questo accorgimento riduce la forza risultante applicata al passeggero, rendendo più confortevole lo svolgimento della curva stessa.
Nel momento in cui si voglia aumentare la velocità di percorrenza della curva (compatibilmente con i parametri di sicurezza del binario) la forza centrifuga aumenterebbe in modo intollerabile a meno di aumentare ulteriormente l'angolo di inclinazione del piano del binario. Anche in questo caso vi sarebbero problemi di comfort: in caso di fermata in curva, infatti, a causa della forza di gravità il passeggero scivolerebbe verso l'interno. Per bilanciare i due effetti, ovvero per limitare tanto la forza centrifuga quanto l'inclinazione in caso di fermata in curva, si è stabilito che la sopraelevazione massima della rotaia esterna sia di 160 mm, pari a un angolo di circa 6°.
Il valore di 0,8 m/s2, tuttavia, è notevolmente inferiore all'accelerazione trasversale massima che sopporta la struttura, tipicamente superiore ai 2,5 m/s2. La differenza è troppa per essere sprecata, e da questo presupposto muove la tecnica dell'assetto variabile. Questa tecnologia interviene direttamente sul treno, inclinando la cassa a seconda della velocità e del raggio di curvatura in modo da aumentare l'angolo complessivo rispetto all'orizzontale. L'inclinamento aggiuntivo in curva e in velocità permette di mantenere all'interno del treno un valore di accelerazione minore di quello del treno stesso, e di aumentare la velocità del treno di circa il 30% senza generare un disagio ai passeggeri.

## Difficoltà tecniche e problematiche affrontate e risolte

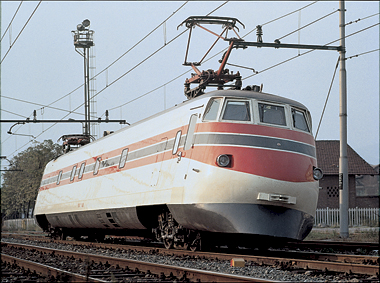
Automotrice FIAT Y 0160, il primo treno ad aver ricevuto la tecnologia dell'assetto variabile

Le considerazioni da effettuare sul problema dell'assetto variabile sono molte, prima fra tutte la difficile scelta tra pendolamento spontaneo e pendolamento assistito. Nel primo caso si sfrutta la forza centrifuga per far inclinare la cassa, che ha un centro di rotazione posto molto in alto. Soluzione questa che, oltre a comportare una particolare costruzione del convoglio, non dà comunque risultati eccezionali, dimostrandosi lenta nella risposta nel caso in cui si susseguano a breve distanza curva e controcurva.
Alcuni treni attualmente in servizio adottano questo sistema, ad esempio lo spagnolo TALGO Pendular. Data la lentezza del movimento e lo scarso angolo di inclinazione (entro i 3 gradi), esso viene impiegato quasi esclusivamente sui treni notturni per dare più comfort ai passeggeri che riposano.
Il secondo tipo di pendolamento si basa su un complesso di attuatori meccanici che ruotano la cassa di un certo numero di gradi a seconda dell'entità dell'accelerazione da correggere. Di questo metodo detiene il brevetto la ex Fiat Ferroviaria.
Ci concentreremo su questa che è la strada seguita a livello mondiale per la variazione di assetto dei convogli ferroviari. Al di là del fatto che serve una notevole velocità di esecuzione delle operazioni meccaniche di rotazione, la difficoltà più grande consiste nella rilevazione del momento esatto in cui iniziare ad inclinare.
Verrebbe spontaneo introdurre un accelerometro dal quale estrarre un segnale che comandi proporzionalmente l'inclinazione, ed in effetti questo avviene. Ma non si può relegare all'accelerometro il compito di iniziare la rotazione, in quanto il binario non è perfetto e durante la marcia avvengono frequentissime accelerazioni trasversali che falserebbero il segnale in uscita. Per essere sicuri di essere in curva il valore rilevato deve superare una certa soglia, che è più alta delle possibili accelerazioni generate ad esempio dal serpeggio in rettilineo. Questo filtraggio genera un ritardo consistente che posticipa in modo cospicuo il momento di inizio della rotazione, risultando in alcuni casi inefficace al fine della compensazione voluta e soprattutto estremamente sgradito dal viaggiatore per il noto effetto "mal di mare".
La soluzione genialmente raggiunta dal gruppo di tecnici delle FS e della Fiat Ferroviaria, consiste nella rilevazione delle caratteristiche geometriche del binario e nell'individuazione giroscopica dell'inizio della curva.
In ogni curva la rotaia esterna è sopraelevata rispetto alla rotaia interna. Per raggiungere l'elevazione desiderata vi è prima della curva un raccordo di transizione parabolico durante il quale la rotaia esterna gradualmente si eleva, fino a raggiungere il valore definitivo in piena curva. Durante la curva l'altezza non cambia e in uscita avviene l'esatto contrario, ossia la rotaia esterna riscende gradualmente fino a riporsi in parallelo alla rotaia interna. Il giroscopio è uno strumento usato nella tecnologia spaziale per rilevare e correggere gli spostamenti angolari delle piattaforme inerziali. In ferrovia, un giroscopio montato sul primo asse del treno rileva se l'asse ha una rotazione (quindi uno spostamento angolare) rispetto all'orizzonte del binario e invia un segnale di errore. È lampante che questa variazione si ha solo nel caso in cui si stia impegnando il raccordo di transizione che precede una curva. Infatti, come detto, la ruota esterna si innalza mentre quella interna resta alla stessa quota: l'asse si inclina. Questo è il segnale che abilita la lettura accelerometrica e dà il via all'inclinazione della cassa. A questo punto il valore dell'accelerazione determina l'angolo di inclinazione della cassa, che si manterrà in questa posizione finché perdurerà la curva. Durante la piena curva non vi è variazione altimetrica e il giroscopio non emette alcun segnale di errore, ma appena la curva si conclude e la rotaia esterna si riabbassa, si ha un nuovo segnale di comando che fa riportare la cassa in orizzontale in modo graduale sempre in base all'accelerazione misurata, che ovviamente tende a zero in quanto inizia un tratto rettilineo.

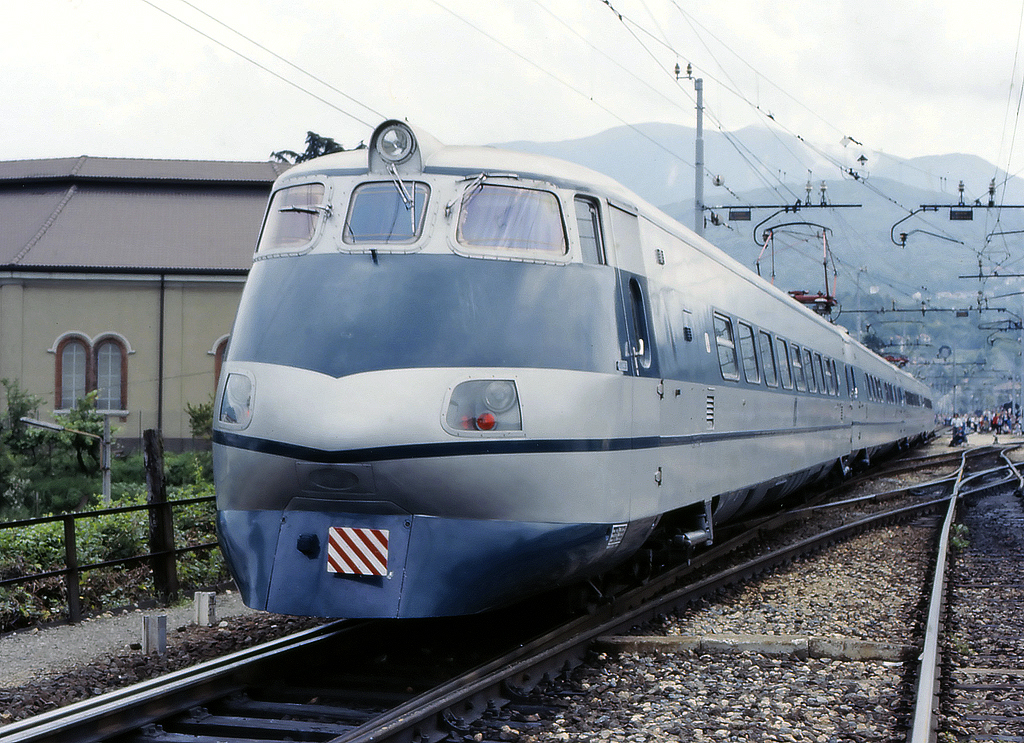
ETR.401, primo treno al mondo in esercizio regolare dotato della tecnologia dell'assetto variabile

Dal momento in cui si ha la percezione della curva al momento in cui si ha un segnale accelerometrico di valore adeguato, si avrebbe una mancata rotazione della cassa in quanto i pistoni oleodinamici sono comandati dall'accelerometro. Per ovviare a questo inconveniente, che vanificherebbe il lavoro del giroscopio, si introduce un segnale fittizio di comando, del tutto arbitrario, che fa comunque iniziare l'inclinazione anticipando il segnale accelerometrico vero e proprio, che viene poi seguito dalla correzione esatta dell'accelerazione.
Alla velocità di 180 km/h vengono percorsi 100 metri in due secondi e non sempre i raccordi di transizione sono così lunghi. Se consideriamo che il segnale dell'accelerometro è filtrato al di sotto di 1 Hz, e che dobbiamo aspettare perlomeno una semionda per calcolare il periodo (5/10 s ad 1 Hz), il ritardo che abbiamo è di circa 8/10 di secondo. Ci restano solo 12/10 di secondo (poco più di un secondo) per inclinare la cassa e stabilizzarla. Non che non sia possibile, ma il movimento sarebbe talmente repentino da far sembrare di essere sulle montagne russe, non considerando poi il sovradimensionamento dei sistemi di rotazione. Tramite il giroscopio, invece riusciamo a rilevare la curva in circa 1/10 di secondo grazie a questa semplice considerazione: lo sghembo massimo ammesso per i binari è di 8 mm/m, quindi il giroscopio ci darà un segnale oltre questo valore. Siccome la massima elevazione è 160 mm, 8 mm rappresentano il 5% di errore, che tradotto in metri lineari significa perdere solo 5 metri su 100 di raccordo per individuare la curva, e tradotto in secondi significa impiegare il 5% di due secondi per capire di essere in curva: 1/10 di secondo. In pratica abbiamo quasi due secondi per azionare i pistoni, inclinare dolcemente la cassa e stabilizzarla dove serve. Per dare un'idea di quanto irrisoria sia la velocità angolare che ha l'asse durante il raccordo di transizione, portiamo questo esempio: con un incremento della sopraelevazione di circa 1 mm per metro e viaggiando a 30 m/s (108 km/h) si ha una velocità angolare di circa 20 milliradianti al secondo ossia meno di un giro ogni 5 minuti. Questo per dire che la sensibilità dei giroscopi è molto elevata e devono per forza di cose essere filtrati con una zona di neutralità.
Il comando giroscopico è stato la chiave di volta che ha dischiuso le porte all'assetto variabile, portando alla costruzione del primo treno al mondo ad assetto variabile servoassistito. L'eccezionale fedeltà di correzione e la decisa morbidezza con la quale si è riusciti ad ottenere la variazione di assetto, hanno sbalordito la comunità internazionale tanto da prendere il Pendolino come esempio da seguire per la costruzione dei futuri treni ad assetto variabile.